# 1689
| 1689               |
| ------------------ |
| Dødsfald - Fødsler |
| • Begivenheder     |

| Gregoriansk kalender | 1689 MDCLXXXIX          |
| Ab urbe condita      | 2442                    |
| Armensk kalender     | 1138 ԹՎ ՌՃԼԸ            |
| Kinesiske kalender   | 4385 – 4386 戊辰 – 己巳 |
| Etiopisk kalender    | 1681 – 1682             |
| Jødisk kalender      | 5449 – 5450             |
| Hindukalendere       |                         |
| - Vikram Samvat      | 1744 – 1745             |
| - Shaka Samvat       | 1611 – 1612             |
| - Kali Yuga          | 4790 – 4791             |
| Iransk kalender      | 1067 – 1068             |
| Islamisk kalender    | 1100 – 1101             |

Konge i Danmark: Christian 5. 1670-1699
Se også 1689 (tal)

## Begivenheder

### Februar
- 13. februar - Kroningen af Vilhelm 3. af England (der også var statholder i Nederlandene), markerede afslutningen af borgerkrigen i England, og Rettighedsloven eller Bill of Rights, der begrænsede kongens magt, markerede Parlamentets sejr. Hans dronning Maria 2. var medregent

### April
- 11. april - Vilhelm 3. af England og Mary 2. Stuart krones i London som regenter af Skotland

- 19. april - Sophie Amalienborg brænder under en operaforestilling i anledning af kongens fødselsdag, og 170 mennesker, en stor del af byens højeste borgerskab, mistede livet. På grunden bygges senere Amalienborg

### Juni
- 20. juni Altona-forliget indgås, og Danmark tvinges til at afstå den hertugelige del af Slesvig. Danmark var raget uklar med flere lande efter et angreb på Hamburg, og det var dem, der havde forlangt en afgørelse

### Juli
- 23. juli - Slaget om Killicrankie: De skotske Jakobitter ledet af Viscount Dundee slår de kongelige styrker ledet af General MacKay

### Oktober
- 11. oktober Peter den Store bliver tsar i Rusland

## Født
- 18. januar – Montesquieu, fransk forfatter (død 1755).

## Dødsfald
- 19. april – Kristina af Sverige (født 1626).